# NGC 1680
NGC 1680 је спирална галаксија у сазвежђу Сликар која се налази на NGC листи објеката дубоког неба.
Деклинација објекта је - 47° 49' 0" а ректасцензија 4h 48m 33,7s. Привидна величина (магнитуда) објекта NGC 1680 износи 13,6 а фотографска магнитуда 14,4. NGC 1680 је још познат и под ознакама ESO 203-4, IRAS 04471-4754, PGC 16058.